# Straughn
Straughn és una població dels Estats Units a l'estat d'Indiana. Segons el cens del 2000 tenia 263 habitants.

## Demografia
Segons el cens del 2000, Straughn tenia 263 habitants, 94 habitatges, i 73 famílies. La densitat de població era de 725,3 habitants/km².
Dels 94 habitatges en un 38,3% hi vivien nens de menys de 18 anys, en un 67% hi vivien parelles casades, en un 6,4% dones solteres, i en un 22,3% no eren unitats familiars. En el 21,3% dels habitatges hi vivien persones soles el 12,8% de les quals corresponia a persones de 65 anys o més que vivien soles. El nombre mitjà de persones vivint en cada habitatge era de 2,8 i el nombre mitjà de persones que vivien en cada família era de 3,3.
Per edats la població es repartia de la següent manera: un 27,4% tenia menys de 18 anys, un 9,1% entre 18 i 24, un 28,9% entre 25 i 44, un 20,2% de 45 a 60 i un 14,4% 65 anys o més.
L'edat mediana era de 34 anys. Per cada 100 dones de 18 o més anys hi havia 91 homes.
La renda mediana per habitatge era de 31.944 $ i la renda mediana per família de 33.906 $. Els homes tenien una renda mediana de 27.500 $ mentre que les dones 16.250 $. La renda per capita de la població era de 13.693 $. Entorn de l'11,1% de les famílies i el 15,3% de la població estaven per davall del llindar de pobresa.

## Poblacions més properes
El següent diagrama mostra les poblacions més properes.